# Saudades
Saudades är en kommun i Brasilien.   Den ligger i delstaten Santa Catarina, i den södra delen av landet, 1 300 km söder om huvudstaden Brasília. Antalet invånare är 9 016.
Omgivningarna runt Saudades är en mosaik av jordbruksmark och naturlig växtlighet. Runt Saudades är det ganska glesbefolkat, med 43 invånare per kvadratkilometer.